# 白石镇 (常山县)
白石镇，是中华人民共和国浙江省衢州市常山县下辖的一个乡镇级行政单位。

## 行政区划
白石镇下辖以下地区：
宝石街社区、白石街村、小白石村、十八里村、新安村、蒋莲铺村、胡家村、曹会关村、江家坝村、草坪村、周家园村、苏家科村、下西塘村、新移村、范村、西塘坳村、白马弄村和岭头村。

## 交通
白石镇有沪瑞线（ 320国道]]过境，境内长9.3千米。